# 킷카와 코지
킷카와 코지(일본어:  吉川 晃司, 1965년 8월 18일 ~ )는 일본의 배우, 록 음악가이자 싱어송라이터로, 히로시마현 아키군 후추정 출신이다.

## 출연 작품

### 영화
- 2024년 킹덤4: 대장군의 귀환 - 방난 역